# جون ويلدون
جون ويلدون هو رياضياتي وكاتب أغاني ورسام توضيحي ورسام رسوم متحركة ومخرج كندي، ولد في 11 مايو 1945 في بيلفي في كندا.

## وصلات خارجية
- جون ويلدون على موقع IMDb (الإنجليزية)
- جون ويلدون على موقع أول موفي (الإنجليزية)
- جون ويلدون على موقع قاعدة بيانات الأفلام السويدية (السويدية)
- جون ويلدون على موقع قاعدة بيانات الفيلم (الإنجليزية)
- جون ويلدون على موقع كينوبويسك (الروسية)